# Prémios Sophia de 2019
A 8.ª Edição dos Prémios Sophia ocorreu a 24 de Março de 2019, no Casino Estoril, no Estoril. Os nomeados foram revelados no dia 27 de fevereiro de 2019, na Cinemateca Portuguesa - Museu do Cinema. A cerimónia foi apresentada por Ana Bola e transmitida em direto na RTP2.

## Vencedores e nomeados
Nota
Os vencedores estão assinalados a negrito.
| Melhor Filme | Melhor Realização |
| --- | --- |
| - Raiva - Cabaret Maxime - Parque Mayer - Soldado Milhões | - António-Pedro Vasconcelos – Parque Mayer - António Ferreira – Pedro e Inês - Bruno de Almeida – Cabaret Maxime - Sérgio Tréfaut – Raiva |
| Melhor Documentário em Longa Metragem | Melhor Série/ Telefilme |
| - O Labirinto da Saudade – Miguel Gonçalves Mendes - Correspondências – Rita Azevedo Gomes - Doutores Palhaços – Hélder Faria e Bernardo Lopes - Luz Obscura – de Susana Sousa Dias | - Sara – Marco Martins - 3 Mulheres – Fernando Vendrell - Circo Paraíso – Tiago Alvarez Marques - Soldado Milhões – Jorge Paixão da Costa e Gonçalo Galvão Teles |
| Melhor Argumento Original | Melhor Argumento Adaptado |
| - Soldado Milhões - Jorge Paixão da Costa e Mário Botequilha - Cabaret Maxime - Bruno de Almeida e John Frey - Ruth - Leonor Pinhão - Parque Mayer - Tiago R. Santos | - Raiva - Sérgio Tréfaut, Fátima Ribeiro, adaptado do romance “Seara de Vento”, de Manuel da Fonseca - Pedro e Inês - António Ferreira e Glória M. Ferreira, do livro A Trança de Inês de Rosa Lobato de Faria - O Caderno Negro - Carlos Saboga, do Livro Negro De Padre Dinis de Camilo Castelo Branco - Aparição - João Milagre e Fátima Ribeiro, da obra de Virgílio Ferreira |
| Melhor Ator Principal | Melhor Atriz Principal |
| - Hugo Bentes – Raiva - Adriano Carvalho – Vazante - Diogo Amaral – Pedro e Inês - Francisco Froes – Parque Mayer | - Isabel Ruth – Raiva - Ana Padrão – Cabaret Maxime - Daniela Melchior – Parque Mayer - Joana de Verona – Pedro e Inês |
| Melhor Ator Secundário | Melhor Atriz Secundária |
| - Adriano Luz – Raiva - Cristóvão Campos – Pedro e Inês - Dmitry Bogomolov – Carga - Miguel Guilherme – Parque Mayer | - Ana Bustorff – Ruth - Alexandra Lencastre – Parque Mayer - Beatriz Batarda – Colo - Carla Maciel — Parque Mayer |
| Melhor Direção de Fotografia | Melhor Montagem |
| - Acácio de Almeida – Raiva - José António Loureiro – Soldado Milhões - Paulo Castilho – Pedro e Inês - Rui Poças – ZAMA | - João Braz – Soldado Milhões - António Ferreira – Pedro e Inês - Bruno De Almeida e Pedro Ribeiro – Cabaret Maxime - Pedro Ribeiro – Parque Mayer |
| Melhor Som | Melhor Banda Sonora Original |
| - Pedro Melo, Branko Neskov, Ivan Neskov e Elsa Ferreira – Soldado Milhões - Olivier Blanc, Bruno Tarrière – Raiva - Pedro Melo & Miguel Martins – Cabaret Maxime - Vasco Pedroso, Branko Neskov, Elsa Ferreira – Parque Mayer                                                                       | - Manuel João Vieira – Cabaret Maxime - José M. Afonso – Parque Mayer - Luís Pedro Madeira – Pedro e Inês - The Legendary Tigerman – Ruth |
| Melhor Canção Original | Melhor Direcção de Arte |
| - Cudin - Composição por Miguel Moreira aka Tibars e Vasco Viana, Djon África - Arabic Soul - Letra e música Tomás Gomes, Colo - Duelo Ao Sol - Composição por Xutos e Pontapés, Linhas de Sangue - Liberdade e Alegria - Letra de António-Pedro Vasconcelos, música de José M. Afonso, Parque Mayer | - Joana Cardoso – Soldado Milhões - Clara Vinhais – Parque Mayer - Isabel Branco – O Caderno Negro - João Torres – Cabaret Maxime |
| Melhor Caracterização/Efeitos Especiais | Melhor Guarda-Roupa |
| - Filipe Pereira e Manuel Jorge – Soldado Milhões - Júlio Alves – Pedro e Inês - Olga José – Carga - Rita De Castro E Nuno Esteves “Blue” – Linhas de Sangue | - Maria Gonzaga – Parque Mayer - Joana Cardoso – Soldado Milhões - Lucha D’Orey – Ruth - Sílvia Grabowski – Pedro e Inês |
| Melhor Maquilhagem e Cabelos | Melhor Curta-Metragem de Ficção |
| - Abigail Machado e Mário Leal – Parque Mayer - Emmanuelle Fèvre – Raiva - Maria José Silvestre – Ruth - Nuno Esteves “Blue” – Cabaret Maxime | - Sleepwalk – Filipe Melo - Aquaparque – Ana Moreira - Como Fernando Pessoa Salvou Portugal – Eugène Green - Terra Amarela – Dinis M. Costa |
| Melhor Curta-Metragem de Documentário | Melhor Curta-Metragem de Animação |
| - Kids Sapiens Sapiens – António Aleixo - Pele de Luz – André Guiomar - Russa – João Salaviza e Ricardo Alves Jr. - Sombra Luminosa – Mariana Caló e Francisco Queimadela | - Entre Sombras – Mónica Santos e Alice Guimarães - Agouro – David Doutel e Vasco Sá - Porque É Este O Meu Ofício – Paulo Monteiro - Razão Entre Dois Volumes – Catarina Sobral |
| Sophia Estudante | |
| - Terra Ardida – Francisco Romão - Bruma – Sofia Cachim, Daniela Santos, Gabriel Peixoto e Mónica Correia - No Fim do Mar – João Monteiro - O Chapéu – Alexandra Allen | |

### Prémios Carreira
- Lia Gama
- Pedro Efe